# Глазуни
Глазуни́ (рос. Глазуны) — присілок у складі Щолковського міського округу Московської області, Росія.

## Населення
Населення — 17 осіб (2010; 14 у 2002).
Національний склад (станом на 2002 рік):
- росіяни — 100 %